# 16K
| Définition     | Rapport de forme | Mégapixels |
| -------------- | ---------------- | ---------- |
| 15360 x 4320   | 3,5:1 (32:9)     | 66,4       |
| 15360 × 6400   | 2,4:1 (24:10)    | 98,3       |
| 15360 × 6480   | 2,37 (64:27)     | 99,5       |
| 15360 × 7680   | 2:1 (18:9)       | 118        |
| 15360 × 8640   | 1,7:1 (16:9)     | 132,7      |
| 15360 × 9600   | 1,6:1 (16:10)    | 147,5      |
| 16000 × 9000   | 1,7:1 (16:9)     | 144        |
| 16200 x 4500p  | 3,6 (36:10)      | 72,9       |
| 16200 x 6750p  | 2,4:1 (24:10)    | 109,4      |
| 16200 x 10125p | 1,6:1 (16:10)    | 164        |
| 16384 × 8192   | 2:1 (18:9)       | 134,2      |
| 16384 × 9216   | 1,7:1 (16:9)     | 151        |
| 16384 × 10240  | 1,6:1 (16:10)    | 167,7      |
| 16384 x 16384  | 1,0:1 (1:1)      | 268,4      |
| 16640 x 4680   | 3,5:1 (32:9)     | 77,9       |
| 16640 × 7020   | 2,37 (64:27)     | 116,8      |

Comparaison de la définition 16K par rapport à d'autres résolutions d'images connues.

La définition 16K (8640p) fait référence à une définition d'écran qui a 15 360 pixels horizontaux par 8 640 pixels verticaux, pour un total de 132,7 mégapixels. Elle a quatre fois plus de pixels que la définition 8K, seize fois plus de pixels que la définition 4K et soixante-quatre fois plus de pixels que la définition 1080p.
En 2019, les définitions 16K peuvent être atteintes, par exemple, avec une configuration multi-moniteur AMD Eyefinity ou NVIDIA Surround,.

## Historique
L'entreprise japonaise NHK a développé, en association avec Hitachi, une caméra haute vitesse présentée au NAB 2018. Elle est capable d'enregistrer à une définition de 16K et 240 i/s à 15360 × 8640p (12 bit HDR). Il s'agit, en 2018, de la caméra numérique ayant la définition la plus élevée du monde.
En 2016 AMD a annoncé que la prise en charge d'une définition 16K avec un taux de rafraîchissement de 240 Hz est une cible pour leurs futures cartes graphiques, afin de fournir une « véritable immersion » dans le domaine de la réalité virtuelle,,.